# Junior enterprise

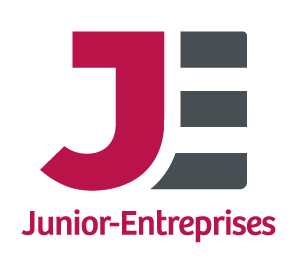
Logo della confederazione delle JE

Una Junior Enterprise (JE) è un'associazione non profit, gestita interamente da studenti universitari, con lo scopo di diminuire il divario esistente tra la preparazione teorica e la pratica nel mondo del lavoro. Gli studenti coinvolti in una Junior Enterprise svolgono progetti di consulenza e supporto alle aziende o enti territoriali, applicando il metodo di apprendimento del learning by doing e operando per lo più nei settori dell'ingegneria, dell'economia aziendale e del marketing, del design e dell'organizzazione di eventi.

## Caratteristiche
Le Junior Enterprise sono presenti in diverse facoltà universitarie, con particolare diffusione nelle facoltà di ingegneria ed economia, ma non mancano quelle afferenti a corsi di design, scienze politiche e scienze della comunicazione. Il concetto di Junior Enterprise è facilmente applicabile a qualunque facoltà i cui gli studenti possano offrire sul mercato servizi legati al proprio percorso di studi.
Le Junior Enterprise sono un concetto separato da quello di spin-off universitario: mentre quest'ultimo è un'azienda che opera per sviluppare prodotti nati dalla ricerca universitaria, le Junior Enterprise si occupano di offrire attività di pura consulenza. Inoltre i due tipi di impresa sono giuridicamente differenti: mentre gli spin-off sono obbligatoriamente società per azioni o società a responsabilità limitata, le Junior Enterprise operano in Italia (e in altri paesi) come entità associative non profit.
Le Junior Enterprise italiane sono confederate in Junior Enterprises Italy, nota precedentemente dal 1992 al 2004 come CIJE (Confederazione Italiana Junior Enterprise) e dal 2004 al 2019 come JADE Italia.

## Storia
La prima Junior Enterprise fu fondata nel 1967 a Parigi, presso la ESSEC, mentre la prima confederazione nazionale fu costituita nel 1969, in Francia, sotto il nome di Confédération nationale des Junior-Entreprises (CNJE).
La prima JE italiana, JEME Bocconi, fu fondata nel 1988 presso l'Università commerciale Luigi Bocconi, mentre nel 1992 si costituirono diverse confederazioni nazionali, tra cui JE Italy, e la confederazione europea JE Europe, con sede a Bruxelles.
Più recentemente sono state aperte JE in Brasile, Canada, USA, Cina e Croazia.
Nel 2006 fu firmato un accordo di cooperazione globale tra la confederazione europea e quella brasiliana, che portò alla istituzione della prima Junior Enterprise World Conference (JEWC). Nel 2016, in occasione della seconda JEWC, venne costituita una confederazione internazionale chiamata Junior Enterprises Global.

## JE Europe
Junior Enterprises Europe è stata istituita nel 1992 a Bruxelles con la denominazione di "JADE - European Confederation of Junior Enterprises" con l'obiettivo di coordinare le varie confederazioni nazionali delle Junior Enterprise operanti sul suolo europeo. I membri fondatori includono Francia (CNJE), Germania (BDSU), Italia (CIJE), Spagna (CEJE), Svizzera (USJE) e Paesi Bassi (FNJE). Nel 2019, JADE ha avviato un processo di rebranding in collaborazione con le confederazioni nazionali, cambiando il proprio nome in "Junior Enterprises Europe". La maggior parte delle confederazioni nazionali ha adottato questa modifica, utilizzando il prefisso "JE" seguito dal nome del rispettivo paese.
Attualmente, la rete europea conta circa 34.000 junior entrepreneurs, organizzati in 380 Junior Enterprises provenienti da 15 paesi diversi. Queste entità sono ulteriormente suddivise in confederazioni e membri consultivi.
Confederazioni:
- JE Italy (Italia)
- CNJE (Francia)
- BDSU (Germania)
- CJ Network (Germania)
- JE Swizzerland (Svizzera)
- JE Austria (Svizzera)
- JE Portugal (Portogallo)
- JE Netherlands (Paesi Bassi)
- JE Belgium (Belgio)

Membri consultivi:
- Regno Unito
- Irlanda
- Norvegia
- Svezia
- Danimarca
- Polonia
- Romania